# TBC1D3
TBC1D3‏ (TBC1 domain family member 3F) هوَ بروتين يُشَفر بواسطة جين TBC1D3 في الإنسان.